# Wolfsmilch (1987)
Wolfsmilch (Ironweed) ist ein US-amerikanisches Filmdrama von Héctor Babenco aus dem Jahr 1987. William Kennedy schrieb das Drehbuch anhand des eigenen Romans.

## Handlung
Der ehemalige Sportler Francis Phelan lebt in der Zeit der Weltwirtschaftskrise, er hat ein Alkoholproblem. Phelan verließ 22 Jahre zuvor seine Familie, nachdem er im betrunkenen Zustand den Tod eines seiner Söhne verursachte, indem er ihn fallen ließ. Er wird regelmäßig von den Geistern zweier Männer heimgesucht, die er ebenfalls getötet hat. Phelan lebt in einer von Alkohol, Schuldgefühlen und Halluzinationen geprägten Welt.
Er lernt in der von Reverend Chester geführten Mission in Albany die ehemalige Musikerin Helen Archer kennen, die ebenfalls gerne Alkohol trinkt.
Phelan nimmt einige Gelegenheitsjobs an. Dabei wird er begleitet von seinem Kumpel Rudy, der an Krebs erkrankt ist und um sein nahes Ende weiß.
Francis besucht seine Frau Annie, die keinen neuen Partner hat. Als Gastgeschenk bringt er einen Truthahn mit. Annie sagt, es würde nicht nur an der Religion liegen, dass sie ohne einen anderen Mann lebe. Sie hat niemandem verraten, dass Francis seinen kleinen Sohn fallen ließ, was zu dessen Tod führte.
Annie schlägt Francis die Rückkehr zur Familie vor, doch Francis meint, dies würde nicht funktionieren. Er spricht mit seinem Sohn, seinem Enkelsohn und seiner Tochter Margaret, die zuerst auf ihn wütend ist, sich aber dann mit ihm versöhnt.
Phelan kehrt zu seinen obdachlosen Freunden zurück. Er erzählt, dass er vor Jahren den Tod seines Sohnes verursachte und dass seine Frau das Geheimnis für sich behielt.
Eine Gruppe lokaler Aktivisten vertreibt Obdachlose – wie Phelan – aus der Stadt. Es wird eine Razzia in der Gegend organisiert, in der die Obdachlosen leben; die mit Baseballschlägern bewaffnete Bürgerwehr zündet die Hütten an. Phelan bringt den befreundeten Rudy in ein Krankenhaus, wo Rudy stirbt. Danach besucht Phelan Archer, die er tot vorfindet. Er sagt zum Leichnam, auf dem Grabstein Archers würde stehen, sie habe ein großes Herz gehabt.
In der letzten Szene fährt Phelan in einem Güterwaggon und sieht in einer Halluzination seine Frau.

## Kritiken
Roger Ebert schrieb in der Chicago Sun-Times vom 12. Februar 1988, die Hauptdarsteller Jack Nicholson und Meryl Streep seien so gut, dass man die Darstellungen nicht als Spiel wahrnehmen könne („but there is not much visible „acting“ in this movie; the actors are too good for that“). Der Film beinhalte nicht viel Handlung, was „wahrscheinlich sein Fehler“ sei; er biete wenig Spannung. Die Bilder seien betont realistisch („its visual look is heightened realism“), einige Szenen – wie die einer Halluzination – würden „unwirklich“ erscheinen.
Desson Howe schrieb in der Washington Post vom 12. Februar 1988, der Regisseur würde das Drehbuch mit zu viel Respekt und zu wenig Leidenschaft behandeln. Aus diesem Grund würden einige „potentiell kraftvolle“ Szenen „distanziert“ wirken.

## Auszeichnungen
Jack Nicholson und Meryl Streep wurden im Jahr 1988 als Hauptdarsteller für den Oscar nominiert.
Jack Nicholson gewann im Jahr 1987 den New York Film Critics Circle Award und den Los Angeles Film Critics Association Award als Bester Hauptdarsteller. In der gleichen Kategorie gewann er 1988 den Golden Globe Award. Héctor Babenco wurde 1989 für einen Preis des Moskauer internationalen Filmfestivals nominiert.
Die Deutsche Film- und Medienbewertung FBW in Wiesbaden verlieh dem Film das Prädikat wertvoll.

## Hintergrund
Der Film wurde in Albany und in einigen anderen Orten des US-Bundesstaates New York gedreht. Er spielte in den Kinos der USA ca. 7,4 Millionen US-Dollar ein.